# Norbert Schaeffer
Norbert Schaeffer (* 6. März 1949 in Saarbrücken; † 21. April 2020) war ein deutscher Hörspiel-Regisseur und -Autor.

## Leben
Schaeffer studierte Germanistik, Soziologie und Politikwissenschaft an der Universität des Saarlandes. 1978 wurde er mit einer Arbeit über ein Verfahren zur Erforschung und Lehre gesprochener Sprache promoviert. Von 1979 bis 1981 machte er eine Ausbildung zum Rundfunkjournalisten beim Saarländischen Rundfunk, arbeitete anschließend als Regieassistent, von 1984 bis 2006 als freier Regisseur und Autor von Hörspielen. Von März 2006 bis Mai 2014 war Norbert Schaeffer Leiter der Hörspielabteilung des Norddeutschen Rundfunks.
Über seine Arbeitsweise als Hörspielregisseur schrieb die Wochenzeitung der Freitag: „Anweisungen von Schaeffer sind selten, Unterbrechungen noch seltener.“
Wenige Jahre vor seinem Tod siedelte Schaeffer in die Bretagne um. Er starb am 21. April 2020 im Alter von 71 Jahren an den Folgen einer Krebserkrankung. Die Seebestattung Schaeffers fand erst am 20. Juni 2020 in der Bucht „Le Diben“ statt.

## Hörspielinszenierungen (Auswahl)
- Wallraff kommt von Wolf Deinert, Prod.: SFB 1984 (Hörspiel des Monats, Juli 1984)
- Das Penthouse-Protokoll von Carl Amery, Prod.: WDR/BR/HR 1987
- Kein runter, kein fern von Ulrich Plenzdorf, Prod.: SDR/HR/NDR 1987
- McCowneys Wunder von Margaret Millar, Prod.: NDR 1988
- Ein Nebulo bist du von Jens Sparschuh, Prod.: SR/SWF/SDR, 1989, ISBN 3-89813-068-1.; Hörspielpreis der Kriegsblinden
- Rückkehr in die Wüste von Bernard-Marie Koltès, SDR/RIAS Berlin 1989
- Der Schatten und sein Schatten von Hubert Wiedfeld NDR/SDR/SR 1990; Hörspiel des Jahres
- Das Loch von Viola Altrichter, Prod.: RB/SR 1992
- Sense von Werner Fritsch, Prod.: SWF 1992; Hörspielpreis der Kriegsblinden
- Morels Erfindung nach einem Roman von Adolfo Bioy Casares, Prod.: WDR 1995
- Wartesaal Deutschland Stimmen Reich von Klaus Pohl, mit Dieter Mann, Prod.: SWF 1996
- Tag der deutschen Einheit von Christoph Buggert, Prod.: MDR 1997
- Der Stein von Christian Gailus, Prod.: HR 1998
- Dora Bruder von Patrick Modiano, Prod.: WDR 1999
- Der Kasten von Viola Altrichter, Prod.: SWR, 1999
- Hinter verschlossenen Türen von Paul Auster Bearbeitung: Hubert Wiedfeld. Prod.: WDR 1999, ISBN 3-89584-916-2.
- Das Handbuch der Inquisitoren von António Lobo Antunes, Prod.: NDR/WDR 2001
- House of God nach Samuel Shem, Prod.: MDR 2002, ISBN 978-3898132008[4]
- Das letzte Geheimnis nach Bernard Werber, L’ultime secret, Prod.: WDR 2004. (Kurd-Laßwitz-Preis)
- Das steinerne Brautbett nach Harry Mulisch, Prod.: MDR 2005
- Tannöd nach Andrea Maria Schenkel, Prod.: NDR 2007
- Warum du mich verlassen hast nach Paul Ingendaay, Prod.: NDR 2007
- Schmutzige Wäsche. von Frank Göhre. Radio-Tatort, NDR/Der Hörverlag 2008.
- Tod eines Tauchers von Matthias Wittekindt, Radio-Tatort, NDR 2008, Der Hörverlag 2010, ISBN 978-3-86717-267-7.
- Das dritte Buch über Achim von Uwe Johnson, Bearbeitung (zusammen mit Dietmar Mues) und Regie: NDR/MDR 2009
- Leben und Schicksal von Wassili Semjonowitsch Grossman, Bearbeitung: Helmut Peschina, NDR 2009
- Empörung, Hörspiel von Philip Roth, Prod.: Der Hörverlag, Hamburg 2011, 2 CDs, 88 min.
- Geister von Princeton von Daniel Kehlmann NDR 2013
- November 1918 von Alfred Döblin NDR 2014

## Auszeichnungen (Auswahl)
- 1983: Kurt-Magnus-Preis
- 1988: Kurd-Laßwitz-Preis für seine Inszenierung von Carl Amery: Das Penthouse-Protokoll (WDR/BR/HR 1987)
- 1988: Ernst-Reuter-Preis für seine Inszenierung von Gert Loschütz: Ballade vom Tag, der nicht vorüber ist (SDR, NDR, WDR 1988)
- 1989: Ernst-Reuter-Preis für seine Inszenierung von Wolfgang Hegewald: Chester oder Der Auftritt eines gebrannten Kindes (WDR 1989)
- 1990: Hörspielpreis der Kriegsblinden für seine Inszenierung von Jens Sparschuh: Ein Nebulo bist du (SR/SWF/SDR 1989)
- 1991: Prix Futura (Berlin) für Wie wir jetzt leben
- 1991: Hörspielpreis der Akademie der Künste für Roberte und Gulliver
- 1991: Morishige Award (Japan) für Deutschlandbesuch
- 1993: Hörspielpreis der Kriegsblinden für seine Inszenierung von Werner Fritsch Sense (SWF 1992)
- 2008: Deutscher Hörbuchpreis für „Träume“ von Günter Eich, NDR 2007[5]
- 2013: Preis der Deutschen Schallplattenkritik für „Geister in Princeton“ nach Daniel Kehlmann